# Njudungs domsagas tingslag
Njudungs domsagas tingslag var ett tingslag i Jönköpings län.
Tingslaget bildades den 1 januari 1948 (enligt beslut den 10 juli 1947) genom av ett samgående av Västra Njudungs tingslag och Östra Njudungs tingslag. 1971 upplöstes tingslaget och verksamheten delades upp mellan Eksjö tingsrätt och Värnamo tingsrätt.
Tingslaget ingick i Njudungs domsaga, bildad 1934. Tingsställe var Sävsjö och Vetlanda.

## Kommuner
Tingslaget bestod den 1 januari 1952 av följande kommuner:
- Alseda landskommun
- Björkö landskommun
- Bodafors köping
- Bäckaby landskommun
- Hjälmseryds landskommun
- Korsberga landskommun
- Lannaskede landskommun
- Malmbäcks landskommun
- Norra Sandsjö landskommun
- Nye landskommun
- Sävsjö stad
- Vetlanda landskommun
- Vetlanda stad
- Vrigstads landskommun